# Armenska narodna galerija

Armenska narodna galerija (kratko ANG,  armensko: Հայաստանի ազգային պատկերասրահ, Hayastani azgayin patkerasrah) je največji umetniški muzej v Armeniji. Muzej, ki je na Trgu republike v Erevanu, ima eno najvidnejših lokacij v armenski prestolnici. ANG vsebuje pomembne zbirke ruske in zahodnoevropske umetnosti ter največjo zbirko armenske umetnosti na svetu. Muzej je imel leta 2005 65.000 obiskovalcev.

## Zgodovina
Armenska narodna galerija je bila ustanovljena leta 1921 po odloku Armenske sovjetske socialistične republike (Armenska SSR) in predstavlja umetniški odsek državnega muzeja. Ob ustanovitvi je umetniška sekcija ANG naletela na težave, predvsem zato, ker je Erevanu manjkalo državnih in zasebnih umetniških zbirk, ki bi lahko predstavljale jedro zbirke. Prva dela so prišla v zbirko, v kateri je bilo na desetine del, z nakupom na razstavi armenskih slikarjev avgusta 1921.
Odločujoči dejavnik pri ustanovitvi umetniške zbirke je bil prenos priznane zbirke Armenskega kulturnega centra (nekdanje Lazarsko semenišče v Moskvi) in tudi donacije, ki so jih armenski umetniki dali galeriji. Do leta 1925 je bilo v šestih dvoranah, ki sestavljajo umetniško sekcijo muzeja, na ogled 400 del armenskih, ruskih in evropskih umetnikov.
Do leta 1935 je državna umetniška sekcija, ki je doživela številne prenove, postala ločen umetniški muzej. Leta 1947 so galerijo ponovno poimenovali v Državno galerijo slik Armenije in jo nato leta 1991 preimenovali v Narodno galerijo Armenije. Velika zbirka del je na ogled zaradi prizadevanj mnogih predanih rojakov in donacij tujih prijateljev galerije.
V ANG je trenutno približno 26.000 umetniških del, od katerih so mnoga trajno razstavljena v 56 galerijah in dvoranah muzeja.

## Opis
Armenska umetnost predstavlja velik del zbirke, začenši s starodavno in srednjeveško umetnostjo: freske iz obdobja Urartu in kopije mozaikov templja Garni ter srednjeveške stenske poslikave in miniature, vključno s fresko iz 7. stoletja Kristus na prestolu iz cerkve sv. Štefana (Lmbatajank), fragment freske iz 10. stoletja Poslednja sodba iz Sv. Poghos-Petros (samostan Tatev) in freska iz 13. stoletja, ki prikazuje Kristusovo rojstvo iz sv. Astvacackina (Aktala),
Muzej ima obsežno zbirko armenskih apostolskih cerkva, povezanih s slikami od 17. do 19. stoletja, ter srebrne knjižne platnice rokopisov, križev in oltarnih zaves iz 18. stoletja iz vse Azije.
Zbirka zgodovinske armenske umetnosti je največja na svetu. Obstajajo še posebej močne zbirke del Hakoba Hovnatanyana, Hovhannesa Aivazovskega, Gevorga Bashinjaghiana, Panosa Terlemezijana, Vardges Sureniants, Vartana Mahokiana, Martirosa Saryana, Hakoba Kojoyana, Hakoba Gyurjiana, Edgarja Chahina, Grigorja Khajajana, Minasa Avetisa.
Na področju umetnosti je posebej močno zastopana diaspora Armencev z deli Zakarja Zakarjana (Pariz), Edgarja Chahina (Pariz), Hovsepa Pushmana (New York), Jeana Carzoua (Pariz), Jeana Jansema (Pariz), Gerardo Oragyan (Rim) in Paul Guiragossian (Bejrut) .
V zbirki je močno prisotna tudi ruska umetnost. Sem spadajo religiozne ikone in slike iz 16. in 17. stoletja ter dela znanih ruskih umetnikov iz 18. do 20. stoletja, med njimi F. Rokotov, I. Argunov, F. Shubin, Ilja Repin, Valentin Serov, Ilya Mashkov, Sergej Konenkov, Kuzma Petrov-Vodkin, Vasilij Vasiljevič Kandinski, Natalia Goncharova, Marc Chagall in drugi.
Galerija je v svojo zbirko vključila tudi številne primere 'tuje umetnosti' (pretežno zahodne), od katerih so bile številne prvotno v Armenskem kulturnem centru (nekdanje Lazarsko semenišče v Moskvi), ki je bil v sovjetskem obdobju nacionaliziran in premeščen v Erevan.
Zgodovinske zbirke vključujejo primere antične umetnosti iz Egipta (Novo kraljestvo, grško-rimsko obdobje, koptska umetnost), Grčije (Korint, Atika), Rima in Irana. Oddelek za dekorativno umetnost ima zbirke kitajskih, iranskih, italijanskih, japonskih, nemških, avstrijskih, danskih keramičnih in porcelanskih izdelkov ter obsežno zbirko carskih porcelanskih tovarn iz 18. in 19. stoletja v Rusiji. Na voljo je tudi majhna zbirka bronastih predmetov iz Kitajske iz 18. stoletja (dinastija Čing) in zahodnoevropskega lesenega pohištva iz 16. in 17. stoletja.
Na svojih razstavnih delih je več evropskih del starih mojstrov, vključno z deli znanih umetnikov iz Italije, Nizozemske, Belgije in francoskih umetniških gibanj, vključno s pomembnimi deli Donatella, Tintoretta, Antonia Canova, Joos de Momperja, Casparja Netscherja, Matthiasa Stomer, Jan Van Goyen, P. Claesz, E. M. Falconet, Carle Vanloo, J. B. Greuze, Joseph Vernet, Robert Hubert, Théodore Rousseau, Adolphe Monticelli.
Leta 2008 je bil odprt paviljon posebej za dela Hakoba Gurjiana.
V stavbi galerije so tudi restavratorski in konservatorski studii, povezani z muzejem. V kompleksu so tudi zmerno velika knjižnica in arhiv, majhna kavarna, trgovina s spominki in knjigami ter dvorana, ki se uporablja za filmske projekcije in predavanja.
Galerija posoja tudi dela za mednarodne razstave, s čimer pomaga organizirati razstave armenske umetnosti v različnih državah, da bi videli, da Armenska dela cenijo državljani po vsem svetu.

## Armenska umetnost
Armenska umetnost predstavlja velik del zbirke - približno 700 kosov. Razstava klasične armenske umetnosti se začne s starodavno in srednjeveško umetnostjo: freske Urartu in kopije mozaikov Garni templja ter srednjeveške stenske poslikave in miniature, vključno s fresko iz 7. stoletja Kristusa na prestolu iz cerkve sv. Šteaana (Lmbatajank), freska iz 10. st. Poslednja sodba iz sv. Poghos-Petrosa (Tatev) in freska iz 13. stoletja, ki prikazuje Kristusovo rojstvo iz sv. Astvacackina (Aktala).
Muzej ima obsežno zbirko armenskih apostolskih cerkva, povezanih s slikami od 17. do 19. stoletja, ter srebrne knjižne platnice rokopisov, križev in oltarnih zaves iz 18. stoletja iz vse Azije.
Zbirka armenskih slik iz 17. stoletja je večinoma umetniška dediščina dinastije Hojnatananov. Poleg del Hoynatan Hovnatanana je v galeriji razstavljena močna zbirka del Hakoba Hovnatanana, ustanovitelja portretnega žanra v armenskem slikarstvu.
Galerija hrani več kot 62 platen Ivana Aivazovskega, ruskega slikarja armenskega porekla, ki je naslikal veliko slik armenskih motivov.
Največji del armenske zbirke je namenjen delu klasičnih armenskih slikarjev 19. in 20. stoletja - Vardges Sureniants, Stepan Aghajanian, Yeghishe Tadevosyan, Panos Terlemezian, Gevorg Bashinjaghian, Martiros Saryan, Hakob Kojoyan, Aršak Fetvadjian in drugi.
Na področju umetnosti je posebej močno zastopana diaspora; to so dela Zakarja Zakarjana (Pariz), Edgarja Chahinea (Pariz), Hovšepa Pushmana (New York), Jeana Carzoua (Pariz), Jeana Jansema (Pariz), Gerardo Oragyan (Rim) in Paul Guiragossian (Bejrut). [2]
Leta 2008 je bil odprt paviljon posebej za dela Hakoba Gurjiana.
- H. Hovnatanian, Marijino vnebovzetje, 18. st.
- Hakob Hovnatanyan, Portret Natali Teumian, 1830-1840
- Vardges Sureniants, Oskrunjeno svetišče, 1895
- Panos Terlemezian, Gavit iz samostana Sanahin, 1904
- Yeghishe Tadevosyan, Genij in množica ', 1919

- S. Nersisyan, Piknik na obrežju Kure, 1860
- Martiros Saryan, Ob izviru; Vroč dan, 1908
- V. Makhokhyan, Ocean, 1918—1920
- Z. Zakarian, Tihožitje. Umetniški predmeti, 1900
- Arshak Fetvadjian, Stolnica Ani, 1905

## Zahodna umetnost
Zbirka zahodne umetnosti obsega približno 170 del in je sestavljena iz 4 večjih sklopov - italijanske, flamske, nizozemske in francoske umetnosti, vključuje pa tudi dela španskih, nemških in drugih umetnikov.
Razstavljenih je več del evropskih del starih mojstrov, vključno z deli znanih umetnikov.
Obstaja več kot 180 listov evropske grafike 16. -17. stoletja.
Italijanska zbirka
Italijanska zbirka se začne z deli iz 14. stoletja . Eden najbolj odmevnih je Božič, platno neznanega umetnika iz Botticellijevega kroga . Apolon in Pan slavnega Tintoretta je viden primer visoke renesanse. Portretni žanr 17. stoletja predstavlja delo Bernarda Strozzija Portret Nikole Kuchija in dva Guercinova portreta, člana bolonjske šole. Pontormovo platno ponazarja zgodnejše obdobje portretnega žanra.
Muzej ima obsežno zbirko svetopisemske umetnosti – Rojstvo Jezusa in češčenje pastirjev Jacopo Bassano (nedavno je galerija prejela še eno Bassanovo platno) , Dober samarijan Leandra Bassana, dela Luca dela Giordana, Pietro da Cortona, Sebastiano Riccija, Luca Signorellija, Pompeo Batonija, Bernardina Luinija, Paolo Farinatija, Giovanni Battista Salvi da Sassoferrato, Alessandra Turchija, Giacoma Cavedona. Obstajajo številni omembe vredni portreti Theotokosa, dela Benvenuta Tisija, Sebastiana Conca, Elisabetta Siranija in drugih.
Krajinsko umetnost 18. stoletja predstavljajo Francesco Guardi, Francesco Zuccarelli, Gisolphi in več neznanih umetnikov.
Zbirka vključuje grafična dela Giovannija Domenica Tiepola, Giovannija Paola Paninija, Federica Zuccarija, Jacopa da Empolija, Luca Cambiasija, Stefano della Bella.
- Pietro da Cortona, Sv. Marija, Jezus otrok in sv. Katarina
- Bernardo Strozzi, Portret Nikola Kuchija
- Jacopo Bassano, Rojstvo  Jezusa in čaščenje pastirjev
- Guercino, Kleopatra
- Francesco Guardi, Dvorišče

- Sebastiano Conca, Božla mati
- Benvenuto Tisi, Madona in otrok
- Luca Giordano, Božji pastir
- Bernardino Luini, Sv. Boštjan
- Luca Signorelli, Poboj nedolžnih otrok

Flamska in nizozemska zbirka
Po raziskavi iz leta 1982 je bilo v galeriji razstavljenih približno 30 flamskih del in 60 del nizozemske umetnosti. Večina jih spada v 17. stoletje.
Flamsko umetniško šolo predstavljajo izjemna dela, vključno Proces Silena Petra Paula Rubensa, Snemanje s križa Anthonisa van Dycka,  izjemna tihožitja Verbruggena in Jana Fyta ter Gorska pokrajina avtorja Joosa de Momperja. Portretni žanr predstavlja več platen, najbolj opazna sta ženska portreta Pieterja Pourbusa in portret neznanega umetnika iz 17. stoletja.  Dve deli Davida Teniersa Mlajšega razkrivata žanrsko slikarstvo. Delo sorazmerno malo znanega umetnika Jana Cossiersa Favn obiskuje kmete je primer umetnosti realizma.
Nizozemska zbirka vključuje dela znanih umetnikov nizozemskega slikarstva zlate dobe. Oddelek vsebuje Pouk petja Casparja Netscherja, Družba za mizo Pietra Coddeja, Počitnice Joosta Cornelisza Droochsloota, dela Cornelisa Dusarta in slike z motivi gostiln, itd. Omeniti velja delo Hendricka Goltziusa Vojna in mir. Rojstvo Kristusa Joosa van Clevea temelji na svetopisemskem načrtu.
V galeriji so razstavljena platna več krajinskih umetnikov, vključno Pogled na Dordrecht Jana van Goyena, Pokrajina s podrtim drevesom Allaerta van Everdingena in morsko pokrajino Ludolfa Bakhuizna. Takrat je na Nizozemskem postala priljubljena tako imenovana italijanska krajina. V galeriji Italijanska krajina so predstavljena dela Nicolaesa Pieterszoona Berchema, Cornelis van Poelenburgha, Karla Dujardina in Frederika de Moucherona. V galeriji so dela takih nizozemskih umetnikov tihožitij, kot so Pieter Claesz, Jan Weenix in Abraham van Beijeren. Nizozemski portretni žanr predstavlja Stomov Menjalec, ženski portret Caspar Netscher.
Nizozemska zbirka vključuje dela vojaške umetnosti, na primer Poljaki v bitki proti Švedom Philipsa Wouwermana in Bitka Esaiasa van de Veldeja.
Zbirka vključuje grafična dela Adriaena van Ostadea, Jana Lievensa, Jana van der Heydena, Maertena van Heemskercka, Godfrieda Schalckna, Abrahama van Diepenbeecka, Adriaena van de Velde, Jana Dirksza Oba in drugih.
- Peter Paul Rubens, Silenijev marš
- Joos de Momper, Gorska pokrajina
- David Teniers mlajši, Balinanje
- Jan van Goyen, Dordrecht

- Neznan slikar, Portretženske
- Caspar Netscher, Pevske vaje
- Esaias van de Velde, Bitka
- Matthias Stom, Menjalec
- Joos van Cleve, Rojstvo Kristusa

Francoska umetnost
Zbirka francoskih slik je največja med zahodnimi zbirkami. Oddelek se začne z deli izjemnih umetnikov iz 17. stoletja, vključno z Rinaldo in Armido Jean-Honoréja Fragonarda, Mlada glava Jean-Baptistea Greuzeja in z deli Jean-Marca Nattierja, Nicolasa de Largillièra, François-Hubert Drouaisa, Charles-André van Looja, Jacquesa Courtoisa, itd. Pred kratkim je galerija prejela platno Mlada ženska s cvetjem enega od najvidnejši predstavnikov rokokoja - Françoisa Boucherja. V istem slogu obstajajo tudi druga dela - Italijanski igralci Nicolasa Lancreta in Speči otrok z angeli Françoisa Lemoynea. Sentimentalizem in klasicizem predstavljata portreta Élisabeth Louise Vigée Le Brun.
Razvoj krajinskega žanra v francoskem slikarstvu je mogoče zaslediti v 17. stoletju z delom Gasparda Dugheta. Krajinski žanr 18. stoletja predstavljajo tri dela Huberta Roberta in tri dela Clauda-Josepha Verneta.
V galeriji so umetniki Barbizonske šole, umetniškega gibanja, ki je močno vplivalo na razvoj realističnih tradicij v francoski umetnosti 19. stoletja, - Théodore Rousseau Somrak v gozdu, dve sliki Narcissa Virgilio Díaza in Morska krajina Félixa Ziema. V galeriji je razstavljen Portret deklice vodje gibanja realizma v francoskem slikarstvu 19. stoletja, Gustava Courbeta. Francoska zbirka tega obdobja vključuje dela Horacea Verneta, Alexandre-Gabriel Decampsa, Théodora Gudina in drugih.
Dela Eugena Boudina, Louisa Anquetina, Bernarda Buffeta in Adolpheja Monticellija dajo kratek pregled poznejšega razvoja francoske umetnosti.
Galerijska zbirka vključuje grafična dela Jean-Antoina Watteauja, Jean-Baptistea Greuzeja, Jacquesa Bellangea, Julesa Pascina, Augustea Rodina in drugih, kipe Antonia Canove in Étienna Mauricea Falconeta
- Jean-Baptiste Greuze, Portret dekleta
- Gustave Courbet, Portret dekleta
- Jean-Honoré Fragonard, Rinaldo in Armida
- Nicolas Lancret, Italijanski igralci
- Eugène Delacroix, Gostja

- Théodore Rousseau, Somrak v gozdu
- Narcisse Virgilio Díaz, Krajina
- Eugène Boudin, Pristanišče
- Joseph Vernet, Razgled
- Hubert Robert, Antični tempelj

Španski, Nemški in drugi umetniki
Špansko likovno šolo predstavlja več del, eno od njih je Snemanje s križa, slika uglednega predstavnika španskega manirizma - Luisa de Moralesa. Zbirka vključuje jedkanico Biki izjemnega mojstra romantičnega obdobja - Francisca Goye, Trenutek predavanja Marià Fortunyja, enega od voditeljev romantičnega orientalizma. Nedavno je Galerija prejela štiri grafična dela Salvadorja Dalija. 
Nemško umetnost predstavljajo krajinski slikarji Jacob Philipp Hackert, Johann Heinrich Roos in drugi. Zbirka vključuje tudi devet grafik izjemnega nemškega slikarja Albrechta Dürerja, grafiko Sebalda Behama, Kristus predstavljen ljudem, grafično delo Franca Stucka in drugih.
Poleg del španskih in nemških umetnikov ima Galerija tudi slike švicarskih umetnikov Alexandra Calameja, Louisa Léopolda Roberta, slike Daniela Chodowieckega, January Suchodolskega, Iona Andreescuja, Ștefana Dimitrescuja in drugih.

## Ruska umetnost
V zbirki Galerije je močno prisotna tudi ruska umetnost. V galeriji je razstavljenih približno 230 umetniških del. Ruska posvetna umetnost je zastopana od sredine 18.. Zbirka galerije zajema portrete in skulpture s konca 18. - začetka 19. stoletja, vključno z deli Ivana Argunova, Dmitrija Levitskega, Fjodora Rokotova, Vladimirja Borovikovskega, Ivana Martosa in Fedota Shubina.  
Rusko krajinsko umetnost 18. stoletja predstavljata več platen Fyodor Matveyev in Mikhail Ivanov.
Rusko slikarstvo iz prve polovice 19. stoletja predstavljajo dela Oresa Kiprenskega, štiri platna Vasilija Tropinina, tri dela Silvestra Ščedrina, dela Karla Brjulova, Pjotra Basina in drugih. Umetniška dela Henrika Siemiradzkega, Sergeja Zarjanka, Ivana Hrutskega in Vasilija Serebjakova prikazujejo drugo polovico 19. stoletja.
Prelom 19.-20. stoletja predstavljajo dela Alexandra Benoisa, umetnikov simboličnega gibanja Borisa Anisfelda in Viktorja Borisova-Musatova ter dela ruske avantgarde. Zbirka tega obdobja vključuje mojstrovine, kot so Poletna rezidenca Marca Chagalla in dve deli Vasilija Kandinskega. Obstaja tudi pet del Ivana Šiškina, deset del Isaaca Levitana, več del Vasilija Surikova, Ilije Repina, Valentina Serova, Arhipa Kuindžija, Vasilija Vereščarja, Konstantina Makovskega, Vladimirja Makovskega, Vasilija Polenova, Mihaila Vrubela, Mihaila Nesterova, Kuzme Petrov -Vodkina in drugih. V muzeju je najcelovitejša zbirka slik Ivana Aivazovskega - približno 60 slik.
- Silvester Ščedrin, Balkon v Sorrentu
- Mikhail Nesterov, ‘’Trije staci
- Konstantin Makovsky, Mohamedova preproga gre iz Meke v Kairo
- Isaac Levitan, Jesen. Sončen dan
- Ivan šiškin, V gozdu

- Valentin Serov, Portret M. N. Akimova
- Ilya Repin, Portret Tevašova
- Karl Bryullov, Portret M. A. Beka
- Vasilij Tropinin, Ženska si striže nohte
- Marc Chagall, Poletna rezidenca